# Бранко Анђић
Бранко Анђић (Београд, 1952) новинар је, преводилац и писац.

## Биографија
Бранко Анђић је дипломирао на Филолошком факултету у Београду – Одсек за општу књижевност с теоријом, а постдипломске студије је завршио на Теорији књижевности. Радио је као новинар, писац и преводилац. Био је уредник и суоснивач књижевног часописа Писмо, и уредник Књижевних новина. Радио је и као дописник новинских агенција и сарадник разних књижевних часописа и других медија у Југославији, Србији, Шпанији, Аргентини, Уругвају, Чилеу и САД.
Од 1990. године живи у Буенос Ајресу.

## Дела
Аутор је многих романа, прича и приповедака.

### Романи и приче
- После свирке
- Лавица лиже ране
- Као из кабла
- Ово је истинита прича
- Величина света
- Play – back

### Хиспаноамеричке и аргентинске савремене приповетке
Аутор је неколико антологија хиспаноамеричке и аргентинске савремене приповетке са Љиљаном Поповић Анђић. Писао је зборнике критичких огледа о савременој хиспаноамеричкој књижевности.
- Вавилонска библиотека
- Антологија савремене латинскоамеричке приповетке
- Трећа обала реке: савремена хиспаноамеричка прича за омладину

### Преводи
Преводио је са шпанског и енглеског језика дела латиноамеричких и северноамеричких писаца као што су:
- Хорхе Луис Борхес (Јеретничке лекције)
- Марио Варгас Љоса (Похвала помајци)
- Габријел Гарсија Маркес (Хроника најављене смрти)
- Хосе Доносо (Бестидна ноћна птица)
- Карлос Фуентес (Аура)
- Ана Марија Шуа (Терет искушења)
- Лилиана Хер (Сунце, потом)
- Хуан Хелман (Изабране песме)
- Педро Хуан Гутјерес (Тропска животиња)
- Хосе Ортега и Гасет (Побуна маса)
- Давид Седарис (Обуци своју породицу у ребрасти сомот и џинс)
- Давид Безмозгис (Наташа и друге приче; Слободан свет)